# 大仙市サン・スポーツランド協和野球場
大仙市サン・スポーツランド協和野球場（だいせんしサン・スポーツランドきょうわやきゅうじょう）は、秋田県大仙市協和船岡にある野球場である。2007年（平成19年）の秋田わか杉国体では軟式野球一般Aの会場となった。

## 概要
1992年（平成4年）開場。県内では早くにナイター設備を導入し、設備の充実した球場である。そのため秋田県立野球場（こまちスタジアム）建設中の2002年（平成14年）と秋田市営八橋球場改修工事中の2005年（平成17年）には全国高等学校野球選手権秋田大会の会場として使用された。
また2013年（平成25年）にはこまちスタジアムで7月16日に行う予定だった同大会の3回戦2試合が雨天順延となり、加えて7月18日に日本野球機構主催の「フレッシュオールスターゲーム」をこまちスタジアムで行う事による準備で使用が困難になった事で7月17日に当該試合の代替開催を当球場で行った。

## 施設概要
- 施設面積：12,977.454m2
- 両翼：100m、中堅：122m
- 内野：土、外野：天然芝
- スコアボード：得点部LED表示
- 収容人員：5,900人（内野スタンド：2,600人）
- 照明設備：6基

## 指定管理者
- 株式会社東北ダイケン秋田支店（2008年（平成20年）4月1日 - 2011年（平成23年）3月31日[3]）
- 株式会社むつみ造園土木（2011年4月1日 - ）

## アクセス
鉄道
東日本旅客鉄道（JR東日本） 奥羽本線 羽後境駅から徒歩で約10分
自動車
秋田自動車道 協和ICから約10分